# Lophoblatta tingua
Lophoblatta tingua är en kackerlacksart som beskrevs av Guilherme A.M.Lopes och de Oliveira 2003. Lophoblatta tingua ingår i släktet Lophoblatta och familjen småkackerlackor. Inga underarter finns listade i Catalogue of Life.